# Automa meccanico

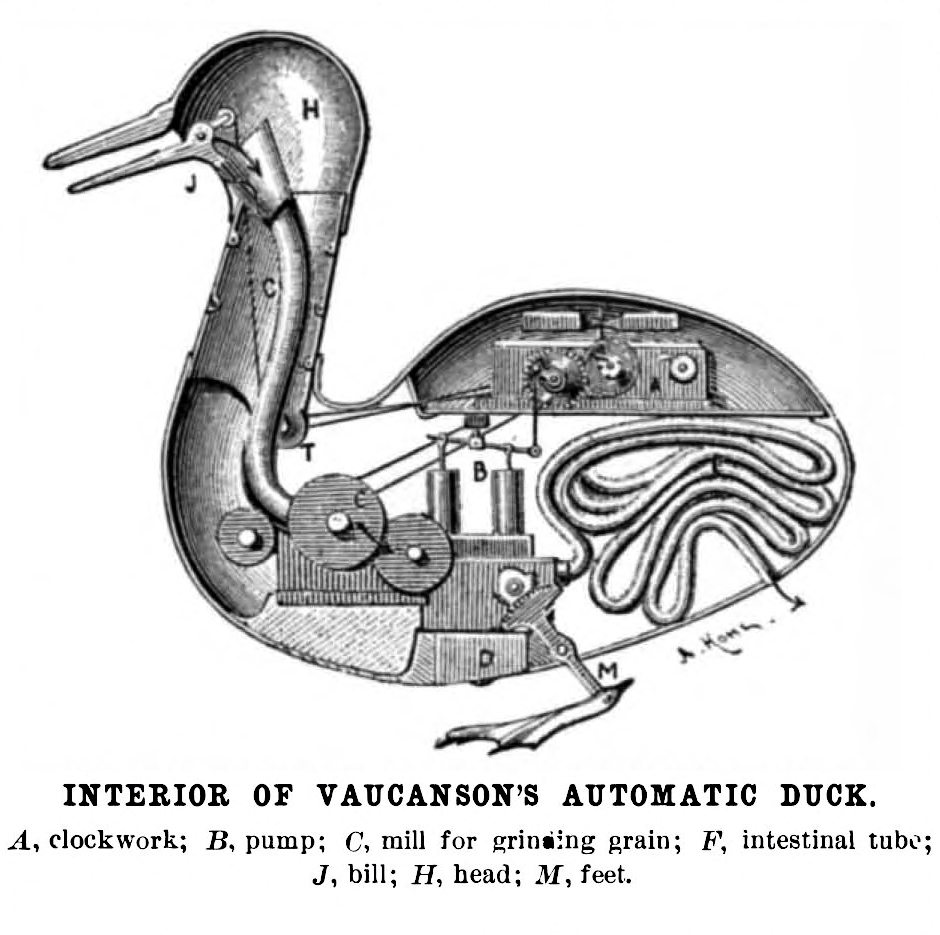
Le Canard digérateur (l'anatra digeritrice) di Jacques de Vaucanson, salutato nel 1739 come il primo automa capace di digestione

Un automa è una macchina in grado di operare in modo autonomo. Il termine è talvolta usato per indicare un robot, più precisamente un robot autonomo, ma più spesso descrive una macchina semovente non elettronica (come un automa meccanico), specialmente quelle costruite per assomigliare ad esseri umani o ad animali.
Il termine automa deriva dal greco αὐτόματος, automatos, “che agisce di propria volontà”.
Nell'uso colloquiale, comportarsi come un "automa" significa agire in modo meccanico, senza pensare.

## Automi nell'antichità

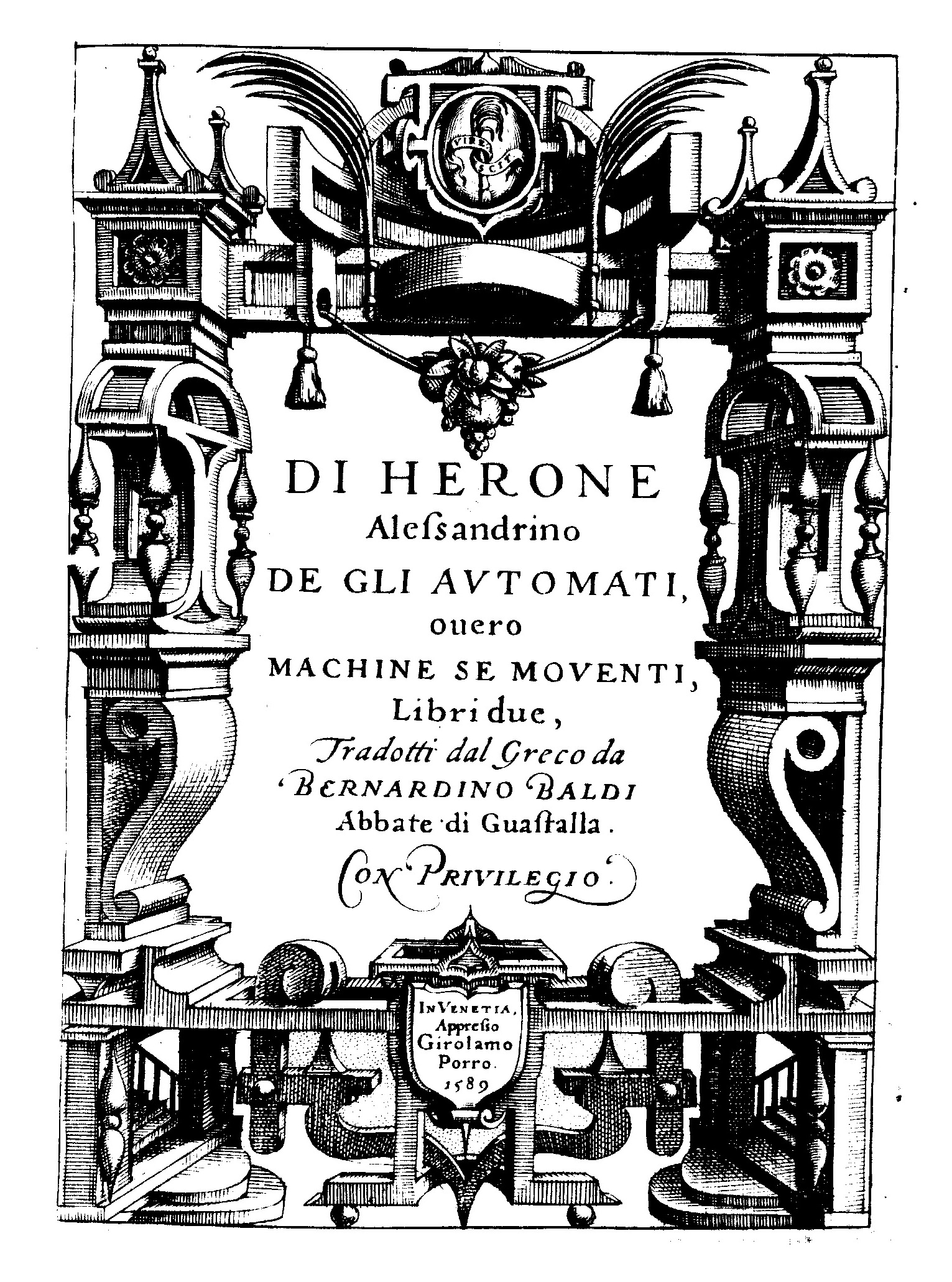
Il trattato Sugli automi di Erone di Alessandria (edizione del 1589)

Gli automi nel mondo ellenistico erano concepiti come giocattoli, idoli religiosi per impressionare i fedeli o strumenti per dimostrare basilari principi scientifici, come quelli costruiti da Ctesibio, Filone di Bisanzio (III secolo a.C.) ed Erone di Alessandria (I secolo). Quando gli scritti di Erone su idraulica, pneumatica e meccanica, conservati a opera degli arabi e dei bizantini, furono tradotti in latino nel Cinquecento e in italiano, i lettori iniziarono a ricostruire le sue macchine, tra cui sifoni, un idrante, un organo idraulico, l'eolipila e, appunto, gli automi, sulla cui costruzione Erone aveva scritto uno dei suoi trattati di maggior successo, Automata, in cui egli illustra teatrini automatici dotati di moto autonomo, rettilineo o circolare, per tutta la durata dello spettacolo.
Si conosce l'esistenza di complessi dispositivi meccanici nella Grecia antica, benché l'unico esemplare sopravvissuto sia la Macchina di Anticitera (circa 150-100 a.C.), il più antico calcolatore meccanico conosciuto. In origine si pensava provenisse da Rodi, dove sembra esistesse una tradizione di ingegneria meccanica; l'isola era rinomata per i suoi automi.
Vi sono inoltre esempi dal mito: Dedalo utilizzò l'argento vivo per installare una voce nelle sue statue. Efesto creò automi per il suo laboratorio: Talo, un uomo artificiale di bronzo e, secondo Esiodo, la donna Pandora.
Nell'antica Cina un curioso resoconto sugli automi si trova nel testo del Libro del Vuoto Perfetto (Liè Zĭ) scritto nel III secolo a.C. In esso vi è una descrizione di un più antico incontro tra re Mu del regno di Zhou (1023-957 a.C.) e un ingegnere meccanico chiamato Yan Shi, un 'artefice'. 
Nell'VIII secolo l'alchimista islamico Jabir ibn Hayyan (Geber) inseriva nel suo trattato Il libro delle pietre delle ricette per costruire serpenti, scorpioni ed esseri umani artificiali che fossero soggetti al controllo del loro creatore. Nell'827 il califfo al-Maʾmūn aveva un albero d'argento e oro nel suo palazzo a Baghdad, che aveva le caratteristiche di una macchina automatica: c'erano uccelli di metallo che cantavano automaticamente sui rami oscillanti di quest'albero costruito da inventori e ingegneri islamici del tempo. Il califfo abbaside al-Muktadir possedeva a sua volta un albero dorato nel suo palazzo di Baghdad nel 915, con uccelli che battevano le ali e cantavano. Nel IX secolo i fratelli Banū Mūsā inventarono un flautista automatico che sembra essere stato la prima macchina programmabile, e che descrissero nel loro Libro dei dispositivi ingegnosi. Alī Ibn Khalaf al-Murādī scrisse nell'XI secolo il Libro dei segreti risultanti dai pensieri (in arabo الأسرار في نتائج الأفكار‎?, Kitāb al-asrār fī natā'ij al-afkār), un trattato di ingegneria meccanica interamente dedicato alla costruzione di complessi automi, in cui descrive 31 automi (21 dei quali orologi).
Tra gli altri esempi notevoli di automi vi è la colomba di Archita, menzionata da Aulo Gellio. Analoghi resoconti cinesi di automi volanti si trovano negli scritti del V secolo del filosofo moista Mozi e del suo contemporaneo Lu Ban, che costruì uccelli artificiali in legno (ma yuan) che potevano effettivamente volare, secondo quanto riportato da Han Fei e in altri testi.

## Automi dal XIII al XIX secolo

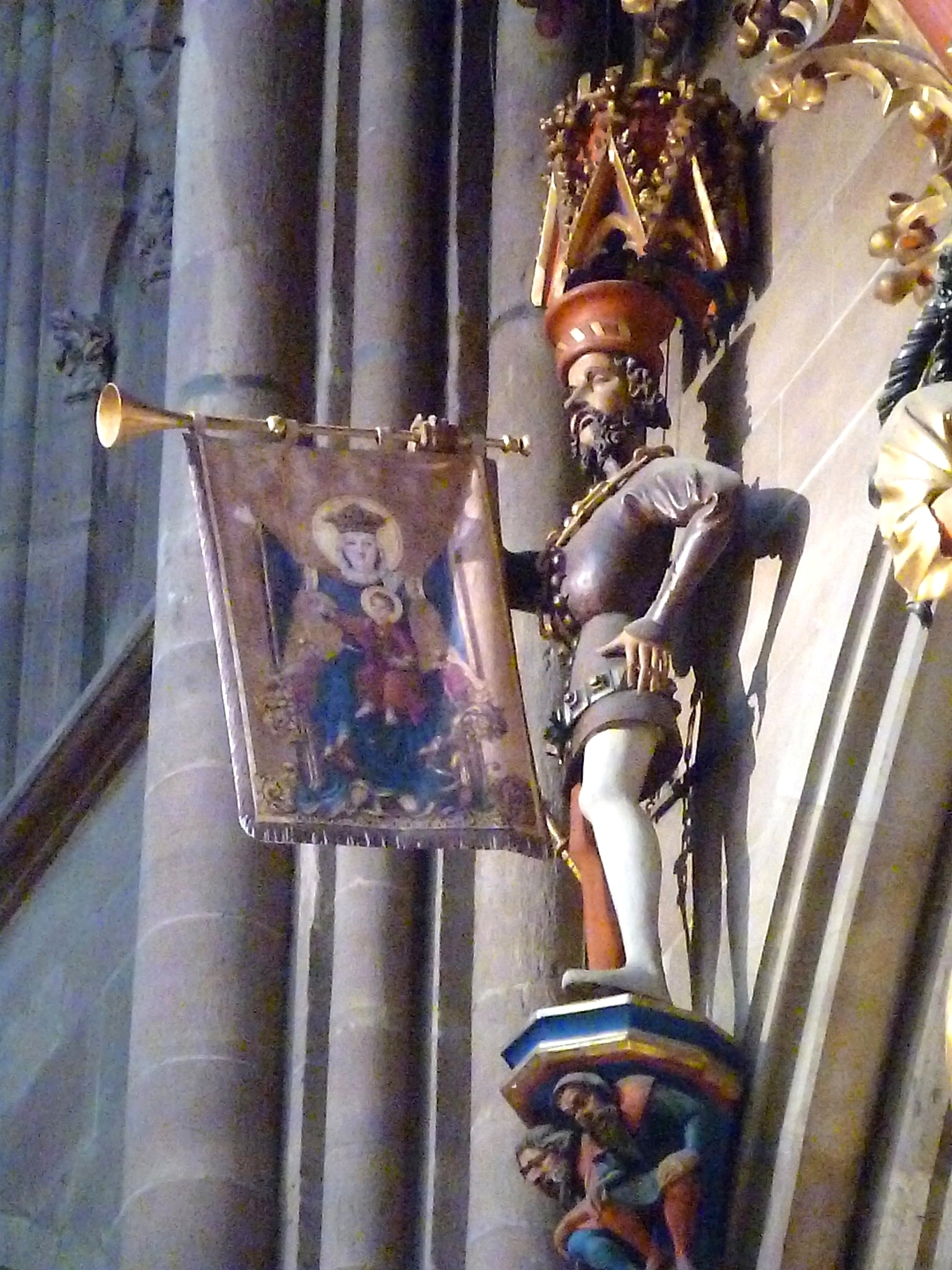
Uno degli automi della cattedrale di Strasburgo.

Ad Al-Jazari è attribuito il primo progetto documentato di automa programmabile nel 1206, usato per una serie di automi umanoidi. Il suo automa era una nave con quattro musicisti che galleggiava su un lago per intrattenere gli ospiti alle feste di corte. Il suo meccanismo aveva una batteria di percussioni programmabile con pistoncini (camme) che battevano su piccole leve che operavano la percussione. Il suonatore di tamburi poteva eseguire differenti ritmi e differenti partiture se i pistoncini erano spostati. Secondo Charles B. Fowler, gli automi erano una "banda musicale di robot" i quali potevano eseguire "più di cinquanta movimenti facciali e del corpo durante ogni selezione musicale."

Al-Jazari inventò anche un automa per il lavaggio delle mani, utilizzando per la prima volta il meccanismo di scarico utilizzato oggi per il vaso delle toilette. Si tratta di un automa con sembianze femminili con un bacile riempito d'acqua. Quando l'utilizzatore preme la leva, l'acqua scorre e l'automa riempie nuovamente il bacile. La sua "fontana del pavone" era un altro dispositivo più sofisticato per il lavaggio delle mani fornito di automi umanoidi come servi che offrono sapone e asciugamani. Mark E. Rosheim la descrive così: 
Al-Jazari in tal modo sembra sia stato il primo inventore a mostrare un interesse nel creare macchina di forma umana per scopi pratici come manipolare l'ambiente per il comfort delle persone.
Villard de Honnecourt, nel suo taccuino degli anni 1230, mostra progetti per automi zoomorfi e un angelo che rivolge perpetuamente il volto al sole.
Nella cattedrale di Strasburgo sono presenti tre automi chiamati «rohraffes», realizzati da Claus Karlé fra il 1324 e il 1327 e posti nella parte inferiore dell'organo, che venivano attivati durante la Pentecoste, e, forse, anche in altre solennità.

Un'aquila in legno costruita da Regiomontano (1436-1476) volò - come riferito da Hakewill - dalla città di Konigsberg per incontrare l'imperatore, salutarlo e tornare indietro. Regiomontano costruì inoltre una mosca di ferro della quale egli stesso ebbe a dire che ad una festa si fosse levata dalle sue mani, avesse volato in cerchio e fosse ritornata a lui.

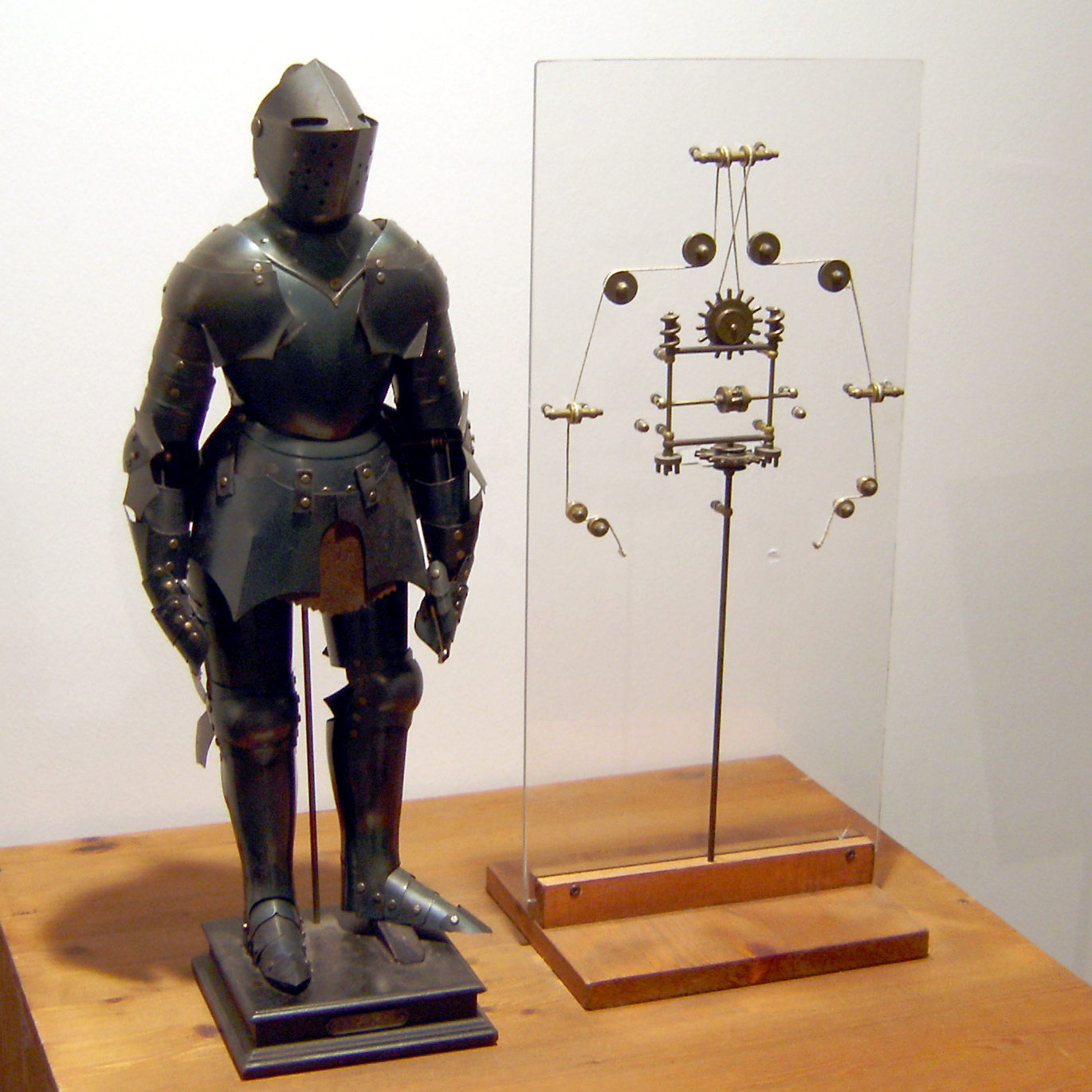
Modello dell'automa cavaliere di Leonardo e (a fianco) i meccanismi interni

Lo scrittore cinese Xiao Xun scrisse che quando il fondatore della dinastia Ming Hongwu (r. 1368–1398) stava distruggendo il palazzo di Khanbaliq che apparteneva alla precedente dinastia Yuan, vi furono trovati - tra i molti altri dispositivi meccanici - degli automi dell'aspetto di tigri.
Leonardo da Vinci progettò un automa più complesso intorno al 1495: appunti riscoperti solo negli anni cinquanta nel codice Atlantico e in piccoli taccuini tascabili databili intorno al 1495-1497 mostrano disegni dettagliati per un cavaliere meccanico in armatura, che era apparentemente in grado di alzarsi in piedi, agitare le braccia e muovere testa e mascella.
Un esempio di strumento musicale a canne dotato di automi, sebbene poco noto, è quello dell'organo della cattedrale di Saint-Antoine-L'Abbaye del 1515, sede dell'Ordine degli Antoniani, nel Delfinato. Innovativo per l'epoca, l'organo era dotato di registri quali i flauti, poteva simulare rulli di tamburo e far muovere occhi e bocche a due grandi teste automatiche. Lo strumento fu descritto dall'umanista Mario Equicola nella sua opera Iter in Narbonensem Galliam, il resoconto di un pellegrinaggio del 1517 in Provenza di Isabella d'Este, marchesa di Mantova, e nel diario di un analogo viaggio del cardinale Luigi d'Aragona, redatto dal chierico molfettano Antonio de Beatis, effettuato nel 1517. Lo strumento è andato distrutto con le guerre di religione in Francia, sostituito in seguito da uno imponente di epoca barocca, sebbene non dotato di automi. Simili automi meccanici, integrati in organi di importanti cattedrali, furono popolari fino all'avvento della Riforma di Lutero.
Il Rinascimento testimonia un considerevole ritorno d'interesse per gli automi. I trattati di Erone di Alessandria vennero pubblicati e tradotti in latino e italiano. Nel Settecento furono costruiti numerosi automi per meccanismi ad orologeria, principalmente dagli artigiani delle città libere dell'Europa centrale. Questi dispositivi meravigliosi trovarono ospitalità nei "gabinetti delle curiosità" o Wunderkammer delle corti principesche europee. Per le grotte dei giardini furono costruiti automi idraulici e pneumatici, simili a quelli descritti da Erone.
In Cartesio si può riscontrare una nuova attitudine nei confronti degli automi, quando egli suggerisce che i corpi degli animali sono nient'altro che complesse macchine: le ossa, i muscoli e gli organi potrebbero essere rimpiazzati da pulegge, pistoni e camme.
In tal modo il meccanicismo divenne lo standard al quale erano comparati la Natura e l'organismo. La Francia settecentesca fu la patria di quegli ingegnosi giocattoli meccanici che sarebbero divenuti dei prototipi per i motori della rivoluzione industriale. Così nel 1649, quando Luigi XIV era ancora un bambino, un artigiano di nome Camus progettò per lui un cocchio in miniatura, e cavalli completi di fanti e una signora nella vettura; tutte queste figure mostravano un movimento perfetto. Secondo P. Labat, il generale de Gennes costruì, nel 1688, oltre a macchine per l'artiglieria e la navigazione, un pavone che camminava e mangiava. il gesuita Athanasius Kircher produsse diversi automi per mettere in scena spettacoli, tra cui una statua che parlava .

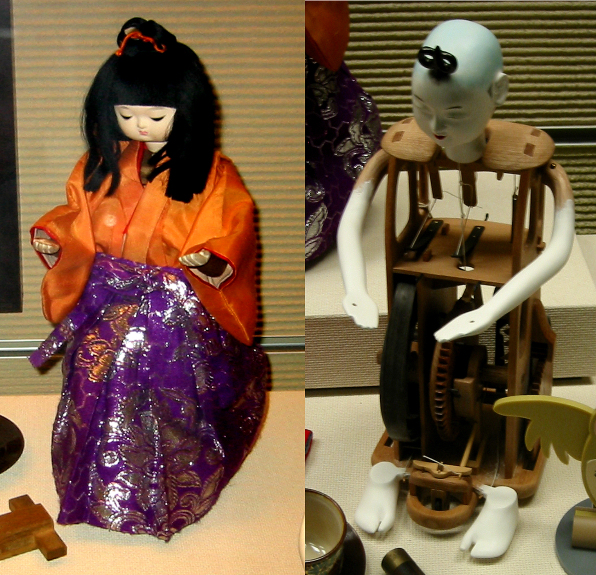
Un automa giapponese (Karakuri ningyō) che serve il tè, con il meccanismo (a destra), XIX secolo

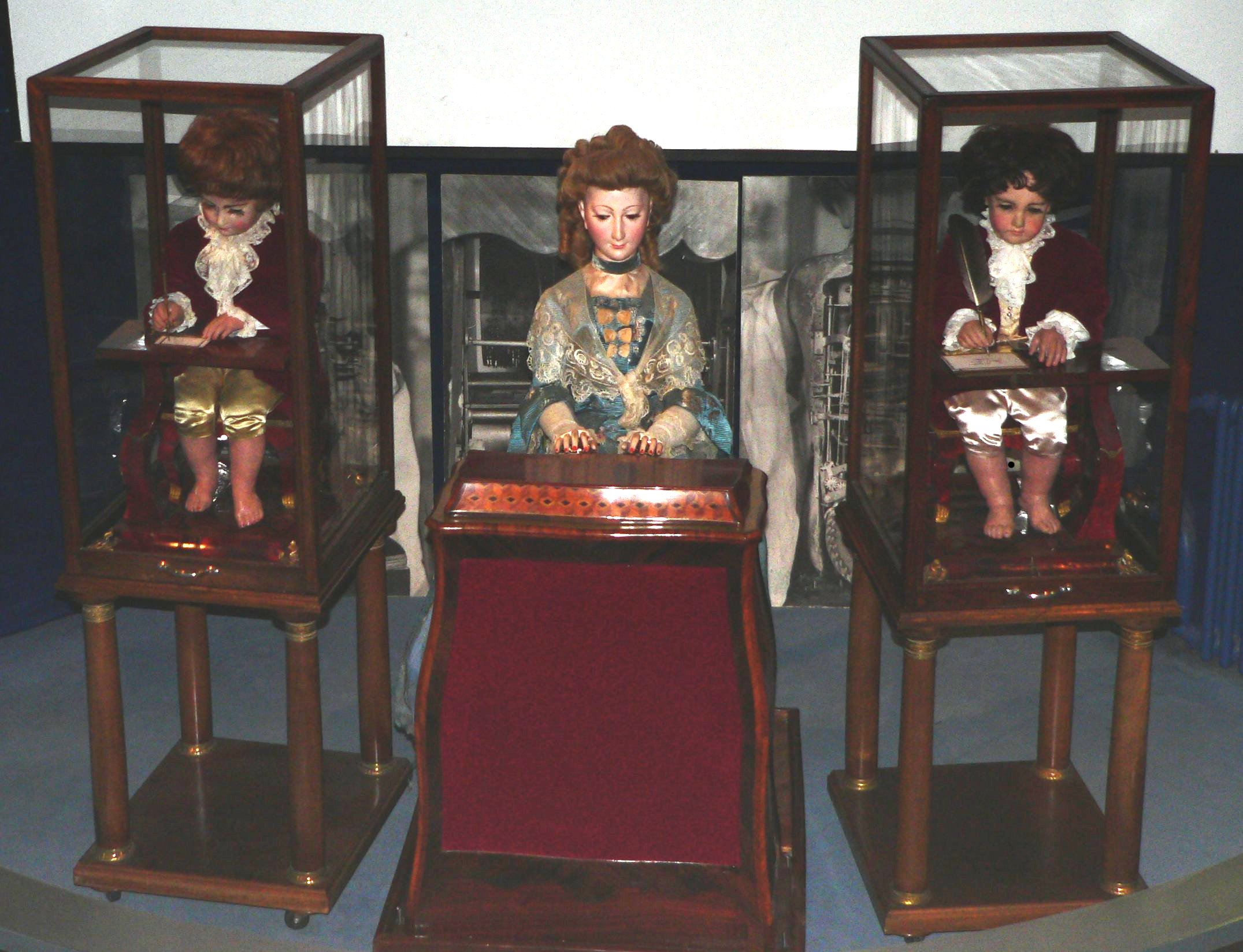
Automi di Droz

Il primo automa biomeccanico del mondo costruito con successo è considerato Il suonatore di flauto, inventato dal francese Jacques de Vaucanson nel 1737. Egli costruì inoltre un'anatra meccanica, l'anatra digeritrice, che dava l'illusione di nutrirsi e defecare, il che sembrava avvalorare le idee cartesiane che gli animali non sono altro che macchine biologiche.
A partire dal 1770 una macchina per giocare a scacchi chiamata Il Turco, creata da Wolfgang von Kempelen, fece il giro delle corti europee venendo spacciata per automa. Solo molti anni dopo, nel 1857, si scoprì che in realtà il Turco aveva un operatore all'interno: l'ingegnoso meccanismo nascondeva un elaborato imbroglio.
Tra gli altri costruttori di automi del Settecento vi sono il prolifico inventore francese Pierre Jaquet-Droz e il suo contemporaneo Henri Maillardet. Tra il 1770 ed il 1773 Pierre Jaquet-Droz e il figlio Henri-Louis costruirono tre sorprendenti automi: uno scrivano, un disegnatore ed un musicista (ancora funzionanti, si trovano nel Musée d'Art et d'Histoire di Neuchâtel in Svizzera). Maillardet, un meccanico svizzero, costruì un automa capace di disegnare quattro figure e scrivere tre poemi (oggi conservato al museo scientifico del Franklin Institute di Filadelfia). John Joseph Merlin, di origine belga, creò il meccanismo dell'automa del Cigno d'argento (ora al Bowes Museum).
Secondo il filosofo Michel Foucault, Federico II il Grande, re di Prussia dal 1740 al 1786, era "ossessionato" dagli automi. Secondo Manuel de Landa, "mise insieme le sue armate così come un meccanismo ben oliato i cui componenti erano guerrieri simili a robot."
Il Giappone adottò gli automi durante il periodo Edo (1603 - 1867); erano noti come Karakuri ningyō  (からくり人形?).
Il famoso prestigiatore Jean Eugène Robert-Houdin (1805 - 1871) era conosciuto per aver creato automi per i suoi spettacoli da palcoscenico.
Il periodo tra il 1860 e il 1910 è conosciuto come "l'età d'oro degli automi". In quegli anni prosperavano a Parigi numerose piccole imprese familiari di costruttori di automi. Dalle loro officine esportarono in tutto il mondo migliaia di automi meccanici e uccelli meccanici che cantavano. Sono questi automi francesi ad essere collezionati oggi e, sebbene oggi rari e costosi, attraggono collezionisti da ogni parte del mondo. I principali costruttori francesi furono Vichy, Roullet & Decamps, Lambert, Phalibois, Renou e Bontems.

## Automi contemporanei
Gli automi contemporanei continuano questa tradizione enfatizzando l'aspetto artistico, piuttosto che la sofisticazione tecnologica. Gli automi contemporanei sono rappresentati dalle opere del Cabaret Mechanical Theatre nel Regno Unito e Dug North, Chomick+Meder e Thomas Kuntz negli Stati Uniti, o François Junod in Svizzera.
Un'evoluzione dei giocattoli meccanizzati sviluppati nel corso del Sette-Ottocento è rappresentata dagli automi costruiti in carta. Malgrado la relativa semplicità del materiale, gli automi di carta sono intrinsecamente oggetti con un alto grado di tecnologia, in cui i principi della meccanica incontrano la creatività dell'arte.

## Influenza nella cultura
- Nel film d'animazione Pinocchio (1940), prodotto da Walt Disney Productions, la bottega del falegname Geppetto è stracolma di orologi, meccanismi e automi di meravigliosa complessità.
- Federico Fellini, nel proprio film Il Casanova di Federico Fellini (1976), porta il celebre amatore a essere attratto da Rosalba, non una donna ma una bambola meccanica con le fattezze di una giovane. L'automa ginoide danza con lui, e poi hanno un rapporto sessuale che Casanova apprezza moltissimo, tanto da ricordarlo con nostalgia alla fine della propria vita. Nella colonna sonora del film il compositore Nino Rota inserì un apposito brano musicale, La Poupèe automate.
- Martin Scorsese, nel film Hugo Cabret (2011), ricorre analogamente alla figura di un automa come espediente narrativo.
- Giuseppe Tornatore, nel film La migliore offerta (2013) introduce un automa come importante elemento della narrazione.
- Nell'avventura grafica Syberia (2002) la Fabbrica Voralberg è una piccola impresa da sempre specializzata nella fabbricazione di automi ad orologeria di altissima qualità, che ricorrono numerose volte nel corso della storia.